# Музичка школа Бујановац
Музичка школа или Школа за основно музичко образовање и васпитање (ШОМО) у Бујановцу, једна је од установа основног образовања на територији општине Бујановац.
Музичка школа у Бујановцу почела је са својим радом школске 1986/87. године у склопу Дома културе „Вук Караџић” у Бујановцу. Настава се одвијала на само три одсека: клавир, виолина и хармоника. Школа је основана 1988. године као самостална образовно-васпитна установа са седиштем у улици Карађорђа Петровића бр. 294 у Бујановцу, где се и данас налази.
Данас се у Школи настава одвија на пет одсека: клавир, хармоника, виолина, кларинет и гитара. Образовно-васпитни рад одвија се у шест радних дана у две смене, док је коришћење школских инструмената за вежбање доступно ученицима Школе у време када се не одвија настава као и нерадним данима.
Због недовољног простора у самој школи, јавни наступи ученика Школе као и свечани концерти и наступи познатих извођача из света класичне музике, одвијају се у великој и малој сали Дома културе у Бујановцу.
Школа је од свог оснивања темељно и амбициозно радила на својој афирмацији заузимајући значајно место у културном и јавном животу наше општине. Од свог оснивања до данас, Школа броји веома запажене резултате на многобројним републичким и међународним такмичењима широм наше земље и изван њених граница.
Музичка школа у Бујановцу једна је од ретких школа у којој се наставни процес заједнички реализује са ученицима српске, албанске и ромске националности. У атмосфери међусобног уважавања различитости које произилазе из живота у једној мултикултуралној и мултиконфесионалној средини, школа са великом искреношћу и ентузијазмом трпељиво ради на развијању оних вредности које су од непроцењивог значаја за одрастање и даљи развој ученика.